# 梅里迪亞努 (聖保羅州)
梅里迪亞努（葡萄牙語：Meridiano），是巴西的城鎮，位於該國南部，由聖保羅州負責管轄，始建於1960年3月19日，面積229平方公里，海拔高度529米，2010年人口3,855，人口密度每平方公里16.82人。
20°21′33″S 50°10′24″W / 20.35917°S 50.17333°W